# کورت تانک
کورت والدمار تانک (به آلمانی: Kurt Waldemar Tank) یک مهندس هوانوردی و طراح جنگنده از آلمان نازی بود که در طی جنگ جهانی دوم طراحی جنگنده‌های لوفت وافه را به عهده داشت از نمونه طراحی‌های او می‌توان به Fw 190 , Ta 152 اشاره کرد.